# 359
Évszázadok: 3. század – 4. század – 5. század
Évtizedek: 300-as évek – 310-es évek – 320-as évek – 330-as évek – 340-es évek – 350-es évek – 360-as évek – 370-es évek – 380-as évek – 390-es évek – 400-as évek
Évek: 354 – 355 – 356 – 357 –  358 – 359 – 360 – 361 – 362 – 363 – 364

## Események

### Római Birodalom
- Flavius Eusebiust és Flavius Hypatiust választják consulnak.
- II. Sápur szászánida király nagy sereggel betör Mezopotámiába. A római védelem tényleges parancsnoka (formálisan parancsnokhelyettese), Ursicinus felégeti a földeket, hogy a perzsák ne szerezzenek utánpótlást; hat légió egységeiből álló seregét pedig Amidába vonja vissza. Sápur ostrom alá veszi és 73 nap után elfoglalja Amidát. A várost kifosztják, megmaradt lakosait elhurcolják. Az elmenekülők között van Ammianus Marcellinus, a későbbi történetíró.
- Iulianus caesar hadvezérét, Barbatiót és feleségét császárellenes összeesküvéssel vádolják és kivégzik, mivel utóbbi levelében utalást tesz II. Constantius császár megölésére.
- Újabb zsinatot hívnak össze a nyugati püspökök számára Ariminumban (Rimini), keleten pedig Seleucia Isauriában, hogy megegyezzenek Jézus isteni természetében és lezárják az egyházat évtizedek óta megosztó vitát. Riminiben kiadnak egy kompromisszumos hitvallást, melyet Liberius pápa elutasít, míg Seleuciában a püspökök képtelenek megegyezni és kölcsönösen kiátkozzák egymást.

## Születések
- Gratianus római császár († 383)
- Flavius Stilicho, vandál származású római hadvezér

## Halálozások
- Barbatio, római hadvezér

## Fordítás
- Ez a szócikk részben vagy egészben  a(z)   359 című angol Wikipédia-szócikk ezen változatának fordításán alapul.  Az eredeti cikk szerkesztőit annak laptörténete sorolja fel. Ez a jelzés csupán a megfogalmazás eredetét és a szerzői jogokat jelzi, nem szolgál a cikkben szereplő információk forrásmegjelöléseként.